# Frankrikes Grand Prix 2018
Frankrikes Grand Prix 2018, officiellt Formula 1 Pirelli Grand Prix De France 2018, var ett Formel 1-lopp som kördes 24 juni 2018 på Circuit Paul Ricard i Le Castellet i Frankrike. Loppet var det åttonde av sammanlagt tjugoen deltävlingar ingående i Formel 1-säsongen 2018 och kördes över 53 varv. Loppet var det första franska grand prix på 10 år och det första sedan 1990 som avgjordes på Paul Ricard.

## Kval
| Pos.                    | Nr | Förare            | Konstruktör               | Kvaltider | Kvaltider | Kvaltider  | Start- grid |
| Pos.                    | Nr | Förare            | Konstruktör               | Q1        | Q2        | Q3         | Start- grid |
| ----------------------- | -- | ----------------- | ------------------------- | --------- | --------- | ---------- | ----------- |
| 1                       | 44 | Lewis Hamilton    | Mercedes                  | 1.31,271  | 1.30,645  | 1.30,029   | 1           |
| 2                       | 77 | Valtteri Bottas   | Mercedes                  | 1.31,776  | 1.31,227  | 1.30,147   | 2           |
| 3                       | 5  | Sebastian Vettel  | Ferrari                   | 1.31,820  | 1.30,751  | 1.30,400   | 3           |
| 4                       | 33 | Max Verstappen    | Red Bull Racing-TAG Heuer | 1.31,531  | 1.30,818  | 1.30,705   | 4           |
| 5                       | 3  | Daniel Ricciardo  | Red Bull Racing-TAG Heuer | 1.31,910  | 1.31,538  | 1.30,895   | 5           |
| 6                       | 7  | Kimi Räikkönen    | Ferrari                   | 1.31,567  | 1.30,772  | 1.31,057   | 6           |
| 7                       | 55 | Carlos Sainz Jr.  | Renault                   | 1.32,394  | 1.32,016  | 1.32,126   | 7           |
| 8                       | 16 | Charles Leclerc   | Sauber-Ferrari            | 1.32,538  | 1.32,055  | 1.32,635   | 8           |
| 9                       | 20 | Kevin Magnussen   | Haas-Ferrari              | 1.32,169  | 1.31,510  | 1.32,635   | 9           |
| 10                      | 8  | Romain Grosjean   | Haas-Ferrari              | 1.32,083  | 1.31,472  | Ingen tida | 10          |
| 11                      | 31 | Esteban Ocon      | Force India-Mercedes      | 1.32,786  | 1.32,075  |            | 11          |
| 12                      | 27 | Nico Hülkenberg   | Renault                   | 1.32,949  | 1.32,115  |            | 12          |
| 13                      | 11 | Sergio Pérez      | Force India-Mercedes      | 1.32,692  | 1.32,454  |            | 13          |
| 14                      | 10 | Pierre Gasly      | Scuderia Toro Rosso-Honda | 1.32,447  | 1.32,460  |            | 14          |
| 15                      | 9  | Marcus Ericsson   | Sauber-Ferrari            | 1.32,804  | 1.32,820  |            | 15          |
| 16                      | 14 | Fernando Alonso   | McLaren-Renault           | 1.32,976  |           |            | 16          |
| 17                      | 28 | Brendon Hartley   | Scuderia Toro Rosso-Honda | 1.33,025  |           |            | 20          |
| 18                      | 2  | Stoffel Vandoorne | McLaren-Renault           | 1.33,162  |           |            | 17          |
| 19                      | 35 | Sergey Sirotkin   | Williams-Mercedes         | 1.33,636  |           |            | 18          |
| 20                      | 18 | Lance Stroll      | Williams-Mercedes         | 1.33,729  |           |            | 19          |
| 107 %-gränsen: 1.37,659 |    |                   |                           |           |           |            |             |
| Källor:                 |    |                   |                           |           |           |            |             |

- ^a  – Romain Grosjean åkte av i kurva 4 under sitt första flygande varv i den tredje kvalrundan och skadade frontvingen. Oförmögen att förtsätta kvalet och därmed sätta en kvaltid i Q3, fick han starta från tionde startrutan.[5]

## Lopp
| Pos.    | Nr | Förare            | Konstruktör               | Varv | Tid/Bröt    | Grid | Poäng |
| ------- | -- | ----------------- | ------------------------- | ---- | ----------- | ---- | ----- |
| 1       | 44 | Lewis Hamilton    | Mercedes                  | 53   | 1:30.11,385 | 1    | 25    |
| 2       | 33 | Max Verstappen    | Red Bull Racing-TAG Heuer | 53   | +7,090      | 4    | 18    |
| 3       | 7  | Kimi Räikkönen    | Ferrari                   | 53   | +25,888     | 6    | 15    |
| 4       | 3  | Daniel Ricciardo  | Red Bull Racing-TAG Heuer | 53   | +34,736     | 5    | 12    |
| 5       | 5  | Sebastian Vettel  | Ferrari                   | 53   | +1.01,935   | 3    | 10    |
| 6       | 20 | Kevin Magnussen   | Haas-Ferrari              | 53   | +1.19,364   | 9    | 8     |
| 7       | 77 | Valtteri Bottas   | Mercedes                  | 53   | +1.20,632   | 2    | 6     |
| 8       | 55 | Carlos Sainz Jr.  | Renault                   | 53   | +1.27,184   | 7    | 4     |
| 9       | 27 | Nico Hülkenberg   | Renault                   | 53   | +1.31,989   | 12   | 2     |
| 10      | 16 | Charles Leclerc   | Sauber-Ferrari            | 53   | +1.33,873   | 8    | 1     |
| 11      | 8  | Romain Grosjean   | Haas-Ferrari              | 52   | +1 varv     | 10   |       |
| 12      | 2  | Stoffel Vandoorne | McLaren-Renault           | 52   | +1 varv     | 17   |       |
| 13      | 9  | Marcus Ericsson   | Sauber-Ferrari            | 52   | +1 varv     | 15   |       |
| 14      | 28 | Brendon Hartley   | Scuderia Toro Rosso-Honda | 52   | +1 varv     | 20   |       |
| 15      | 35 | Sergey Sirotkin   | Williams-Mercedes         | 52   | +1 varv     | 18   |       |
| 16      | 14 | Fernando Alonso   | McLaren-Renault           | 50   |             | 16   |       |
| 17      | 18 | Lance Stroll      | Williams-Mercedes         | 48   |             | 19   |       |
| Bröt    | 11 | Sergio Pérez      | Force India-Mercedes      | 27   | Motor       | 13   |       |
| Bröt    | 31 | Esteban Ocon      | Force India-Mercedes      | 0    | Kollision   | 11   |       |
| bröt    | 10 | Pierre Gasly      | Scuderia Toro Rosso-Honda | 0    | Kollision   | 14   |       |
| Källor: |    |                   |                           |      |             |      |       |